# Estupidesa artificial
L'estupidesa artificial és un terme que s'utilitza dins del camp de la informàtica per referir-se a una tècnica de "simplificar" els programes informàtics per tal d'introduir deliberadament errors en les seves respostes.

## Història
Alan Turing, en el seu article de 1950 Computing Machinery and Intelligence, va proposar una prova per a la intel·ligència que des de llavors s'ha conegut com la prova de Turing. Tot i que hi ha diverses versions diferents, la prova original, descrita per Turing com a basada en el "joc d'imitació", implicava una "intel·ligència de màquina" (un ordinador que executava un programa d'IA), una participant femenina i un interrogador. Tant la IA com la participant femenina havien d'afirmar que eren dones, i la tasca de l'interrogador era esbrinar quina era la participant femenina i quina no examinant les respostes de la participant a les preguntes escrites. Tot i que no és clar si Turing pretenia o no que l'interrogador sàpiga que un dels participants era un ordinador, mentre discutia algunes de les possibles objeccions al seu argument, Turing va plantejar la preocupació que "les màquines no poden cometre errors".
S'afirma que l'interrogador podria distingir la màquina de l'home simplement posant-los una sèrie de problemes d'aritmètica. La màquina seria desenmascarada a causa de la seva precisió mortal.
— Turing, 1950, pàgina 448
Com va assenyalar Turing aleshores, la resposta a això és senzilla: la màquina no hauria d'intentar "donar les respostes correctes als problemes aritmètics".  En canvi, s'han d'introduir errors deliberats a les respostes de l'ordinador.

## Aplicacions
Dins de la informàtica, hi ha almenys dues aplicacions principals per a l'estupidesa artificial: la generació d'errors deliberats en els chatbots que intenten passar la prova de Turing o enganyar un participant fent-li creure que són humans; i la limitació deliberada de les IA d'ordinador als videojocs per controlar la dificultat del joc.

### Chatbots
El primer concurs de premis Loebner es va organitzar l'any 1991. Segons informa The Economist, l'entrada guanyadora incorporava errors deliberats - descrit per The Economist com "estupidesa artificial" – enganyar els jutges fent-los creure que era humà.  Aquesta tècnica s'ha mantingut com a part dels concursos de premis Loebner posteriors i reflecteix la qüestió plantejada per primera vegada per Turing.

### Disseny de jocs
Lars Lidén argumenta que un bon disseny de jocs implica trobar un equilibri entre la "intel·ligència" de l'ordinador i la capacitat del jugador per guanyar. Ajustant finament el nivell d'"estupidesa artificial", és possible crear jocs controlats per ordinador que permetin que el jugador guanyi, però ho faci "sense semblar poc intel·ligent".

#### Algorismes
Hi ha moltes maneres d'introduir deliberadament una mala presa de decisions als algorismes de cerca. Per exemple, l'algoritme minimax és un algorisme de cerca adversari que s'utilitza popularment en jocs que requereixen que més d'un jugador competeixi entre si. L'objectiu principal d'aquest algorisme és triar un moviment que maximitzi les possibilitats de guanyar del jugador i evitar moviments que maximitzin les possibilitats que el seu oponent guanyi. Un algorisme com aquest seria extremadament beneficiós per a l'ordinador, ja que els ordinadors són capaços de cercar milers de moviments endavant. Per "reduir" aquest algorisme per permetre diferents nivells de dificultat, s'han d'ajustar les funcions heurístiques. Normalment, es donen grans punts als estats guanyadors. Ajustar l'heurística reduint beneficis tan grans reduiria les possibilitats de l'algoritme d'escollir l'estat guanyador.
Crear funcions heurístiques per permetre l'estupidesa és més difícil del que es podria pensar. Si una heurística permet el millor moviment, l'oponent de l'ordinador seria massa omniscient, fent que el joc sigui frustrant i poc agradable. Però si l'heurística és pobra, el joc també pot ser poc agradable. Per tant, un equilibri de bons moviments i mals moviments en un joc adversari es basa en una funció heurística ben implementada.

### Arguments sobre l'estupidesa artificial
Un editorial de 1993 a The Economist argumenta que "no hi ha cap raó pràctica" per intentar crear una màquina que imiti el comportament d'un ésser humà, ja que el propòsit d'un ordinador és fer tasques que els humans no poden realitzar sols, o almenys no tan eficientment. En parlar de l'obra guanyadora en un concurs de Turing de 1991, que es va programar per introduir errors d'escriptura deliberats a la seva conversa per enganyar els jutges, l'editorial pregunta: "Qui necessita un ordinador que no sap escriure?"